# Tåsinge
Tåsinge is een eiland in de Deense gemeente Svendborg.
Het eiland is ca. 70 km² groot en heeft ca. 6.511 inwoners.
Plaatsen op het eiland zijn onder andere:
- Bregninge
- Landet
- Lundby
- Troense
- Vindeby

Tåsinge is door middel van een brug verbonden met Funen in het noorden en via het kleine eiland Siø loopt een brugverbinding naar Langeland.
- Library of Congress Control Number: n88680400
- Nationale Bibliotheek van Israël: 987007564893805171
- Virtual International Authority File: 144366678